# Antoinette de Maignelais
Antoinette de Maignelais,  baronesa de Villequier por matrimonio (hacia 1434/1435 de noviembre de 1475), fue la amante oficial del rey Carlos VII de Francia desde 1450 hasta 1461.

## Biografía
Antoinette de Maignelais fue la hija de Jean II de Maignelais y de Marie de Jouy. Por vía paterna, Antoinette fue prima hermana de Agnès Sorel, quien ejerció como amante oficial de Carlos VII desde 1441 hasta su repentina muerte en 1450, si bien el rey ya se había fijado en Antoinette antes de la muerte de Agnès.
En 1448, a los catorce años de edad, Antoinette recibió de parte del monarca las tierras de Maignelais, las cuales habían sido objeto de disputa entre Raoul de Maignelais, ancestro de Antoinette, y el duque de Borbón, quien finalmente logró retener la posesión de las mismas. 
Poco después de la muerte de Agnès, Carlos VII arregló el matrimonio entre Antoinette, por aquel entonces de dieciséis años, con el principal caballero de su cámara, André, barón de Villequier. Con ocasión del enlace, el monarca obsequió al esposo de Antoinette con la posesión de las islas de Oleron, Marennes y Arvert, además de una pensión vitalicia de 2.000 libras anuales para ella, constando todos estos presentes en cartas datadas del mes de octubre de 1450. Asimismo, el rey ordenó la construcción del Château de la Guerche como regalo para Antoinette, quien enviudó a los cuatro años de matrimonio. En 1458, Carlos VII obsequió a la hija que tuvo con Antoinette, Jeanne de Maignelais, con 8.250 francos con motivo de su matrimonio con el señor de Rochefort, si bien nunca llegó a reconocerla como hija suya.
Tras la muerte del rey en 1461, Antoinette se convirtió en amante de Francisco II, duque de Bretaña. 
En 1460, Antoinette adquirió los castillos de Cholet y Loroux-Bottereau con el dinero prestado por el duque de Bretaña, otorgándole a cambio la custodia de François, el hijo que tuvo con él. Mantenida económicamente por Francisco, en 1468 recibió 18.391 libras, mientras que la esposa del duque, Margarita de Bretaña, recibió 7.000 libras.
En 1463, las relaciones entre el ducado de Bretaña y el reino sufrieron un deterioro, negando Francisco el tributo a Luis XI y levantando un ejército. Cuando Antoinette tuvo conocimiento de la derrota de Luis XI en la batalla de Montlhéry, hizo iluminar la ciudad y el castillo de Cholet. En represalia, Luis XI confiscó todos los bienes adquiridos por la familia Maignelais. El 16 de julio de 1468, el ejército de Luis XI tomó la fortaleza de Champtocé y mantuvo el asedio a Ancenis. Francisco II, necesitado de dinero, recibió por parte de Antoinette un collar valorado en 18.000 coronas, regalo del duque.
El 25 de septiembre de 1469, la duquesa Margarita de Bretaña murió sin dejar un heredero. En 1470, Antoinette dio a luz a una niña llamada Françoise, quien fue criada junto a Ana de Bretaña.
Con el fin de procrear un heredero, Francisco II contrajo matrimonio con Margarita de Foix, hija del conde Gastón de Foix, el 26 de junio de 1471. 
Antoinette murió el 5 de noviembre de 1475, siendo enterrada en la capilla de los Cordeliers de Cholet.